# Concatedral de San Antonio de Padua (Mersin)
La iglesia de San Antonio o la iglesia católica latina de San Antonio (en turco: Aziz Antuan Kilisesi; Aziz Antuan Latin Katolik Kilisesi) es una iglesia católica en Mersin, Turquía. Esta en los barrios de negocios de la ciudad. A principios del siglo XIX Mersin era un pequeño pueblo y la población cristiana de la región se concentró en las cercanías de Tarso (lugar de nacimiento de San Pablo). Sin embargo, hacia mediados del mismo siglo, Mersin floreció como el puerto de Çukurova (Cilicia). Mientras tanto, debido a las perturbaciones drusa-cristianos en el Líbano, muchos cristianos emigraron a Mersin. También en este tiempo el consulado de Francia se trasladó de Tarso en Mersin y con él se fue la mayor parte de la población católica de Tarso. Con cada día que pasa, Mersin se hizo más importante y en 1853 se decidió que una iglesia debía ser construida en Mersin. En mayo de 1854 Peder Antonio se trasladó de Tarso a Mersin. El 18 de septiembre de 1855, el sultán otomano firmó el decreto para construir la iglesia. Es concatedral del vicariato apostólico de Anatolia.